# 불균형성장 전략
불균형성장 전략은 경제발전의 자연적인 경로이다.
공업화정책이라고 한 마디로 말해도 그 실시 조건에는 상위(相違)가 있다. 넉시나 로젠슈타인 로단 등은 경제발전의 과정에서는 각 산업부문 사이에서 보조를 맞출 필요가 있다고 말하고 있다. 이에 대하여 허슈만(Albert O.Hirschman)은 불균형 발전이론을 제기하고 있다. 그에 의하면 경제발전은 어느 부문이 먼저 발전하고, 다른 부문이 그것을 따르고 추월하는 연속적인 불균형 발전의 결과이다. 따라서 경제 발전을 촉진하기 위해서는 불균형을 유지하면서 발전의 에너지를 추출해내는 일이 긴요하게 된다. 이 허슈만의 지적에는 경청할 만한 것이 있다. 역사적으로 보면 경제발전은 불균형 발전의 경위를 더듬어 오고 있다.

## 같이 보기
- 균형발전